# Берент, Женевьев
Женевьев Берент (англ. Genevieve "Gen" Behrent; 25 сентября 1990, Оамару, Новая Зеландия) — новозеландская гребчиха (академическая гребля), серебряный призёр Чемпионата мира по академической гребле 2015 года, а также Летних Олимпийских игр 2016 года в Рио-де-Жанейро.

## Биография
Женевьев Берент родилась 25 сентября 1990 года в Оомару, Новая Зеландия. Состоял в спортивном клубе по академической гребле — Waihopai. Среднее образование получила в средней школе девочек в Инверкаргилле (Southland Girls' High School). Дальнейшее образование намеревалась продолжить в Университете Отаго, но в 2010 году была вызвана в сборную Новой Зеландии по гребле и потому отправилась в Университет Вайтако (где находится тренировочная база гребцов на озере Карапиро).

### Олимпийские выступления
На данный момент первая и единственная олимпийская медаль в активе Берент была добыта на соревнованиях в 2016 году в Рио-де-Жанейро. В финальном заплыве двоек Женевьев Берент вместе со своей напарницей Ребеккой Скоун с результатом 7:19.53 заняли второе место, уступив первенство соперницам из Великобритании (7:18.29 — 1-е место), но обогнав пару из Дании (7:20.71 — 3-е место)